# Bernard-Jacques Foubert
Pour les articles homonymes, voir Foubert.
Bernard-Jacques Foubert (1739-1819) a été un administrateur du Musée du Louvre.

## Biographie
Bernard-Jacques Foubert a été un des fondateurs de la Société des amis des arts et du lycée Républicain.
Bernard-Jacques Foubert a participé à la création du Musée central des Arts de la République française, première dénomination du musée du Louvre. Après 1792, les collections de la Couronne vont devenir collections nationales faisant partie du patrimoine national. Les collections sont regroupées dans le Muséum des Arts, situé dans le palais du Louvre. Il est placé sous la direction de la Commission du Muséum de six membres nommé par le ministre de l'Intérieur Roland. Cette Commission du Muséum a géré le Muséum entre la fin de l'année 1792 jusqu'au 27 nivôse de l'an II (16 janvier 1794). Elle a présenté la première exposition des tableaux du roi dans la Grande galerie en 1793.
Dans un discours à la tribune de la Convention, le 27 nivôse de l’an II (16 janvier 1794), le peintre David a défini la vocation du nouveau Muséum des arts. Ce n'est pas un dépôt d'œuvres d'art ancien, mais un lieu privilégié d'exposition faisant partie du patrimoine national. Mais il ne doit pas être une galerie réservée à la curiosité d'une élite mais doit être une école.
La Commission du Muséum est remplacée par le premier conservatoire qui va rester actif du 27 nivôse de l'an II au 15 thermidor de l'an II (2 août 1794). Il est composé par les peintres Jean-Honoré Fragonard, Jean Bonvoisin, Pierre-Étienne Le Sueur, Jean-Michel Picault et Jean-Baptiste Wicar, les sculpteurs Robert-Guillaume Dardel et Antoine-Léonard Du Pasquier, les architectes Julien-David Leroy et François-Jacques Delannoy, ainsi que par le « littérateur » Casimir Varon. Ce conservatoire est modifié après la séance de la Convention du 15 thermidor an II qui élimine Le Sueur et Wicar. 
Un second Conservatoire est nommé le 1er floréal an III (20 avril 1795) et reste en place jusqu'au 3 pluviôse an V (22 janvier 1797). Il comprend les peintres Jean-Honoré Fragonard, Hubert Robert et Jean-Michel Picault, le sculpteur Augustin Pajou, l'architecte Charles de Wailly. Bernard-Jacques Foubert est nommé secrétaire de ce second Conservatoire. Le Conservatoire écrit à Foubert le 1er floréal an III : « Le Conservatoire du Muséum National des Arts, jaloux de s'entourer d'hommes instruits et éclairés dans la littérature et la partie des arts, s'empresse de vous apprendre que dans la séance du 1er floréal il vous a nommé à la place de secrétaire du Conservatoire en vertu de l'article 2 de l'arrêté du Comité d'instruction publique qui lui en a laissé le droit.» Ce choix est confirmé dans la lettre du Comité d'instruction publique du 8 floréal an III : «...l'unanimité des suffrages a désigné pour remplir cette place le citoyen Bernard Jacques Foubert l'un des anciens fondateurs de la Société des Amis des Arts et du Lycée Républicain demeurant rue de Vaugirard no 1201.» 
Le second Conservatoire est ensuite remplacé à la tête du Musée Central des Arts par le Conseil. La plupart des membres du Conservatoire sont nommés dans le Conseil, excepté Picault et Fragonard. Ils sont remplacés par Joseph-Benoît Suvée et Nicolas-René Jollain, peut-être pour l'influence du peintre Jacques-Louis David. Ce premier Conseil comprend Nicolas-René Jollain, , Hubert Robert, Joseph-Benoît Suvée, Pajou (conservateur de la salle des Antiques), de Wailly (fondateur de la Société des Amis des Arts), Léon Dufourny, Foubert, Athanase Lavallée (commissaire de la Commission exécutive de l'instruction publique) et Jean-Baptiste Pierre Le Brun (marchand, expert et critique d'art). Léon Dufourny est nommé administrateur du Musée central de Arts.
Foubert a été le secrétaire du second Conservatoire du 20 avril 1795 au 1er janvier 1797, puis l'administrateur adjoint du Musée central des Arts du 1er janvier 1797 au 1er octobre 1800, ensuite il remplace Léon Dufourny comme administrateur du Musée central des Art jusqu'en novembre 1802, avant d'être nommé administrateur honoraire.
Il va participer à la mise en place de l'administration du musée et à la mise en place des premières expositions dont celle du 28 thermidor de l'an V présentant des dessins du cabinet du roi dans la galerie d'Apollon.
Il a compilé en 1797 les documents du Recueil de principes élémentaires de Peinture, sur l'expression des passions, suivi d'un abrégé sur la physionomie, et d'un exposé du système nommé Physiognomie - Extrait des œuvres de Ch. Lebrun, Winkelmann, Mèngs, Watelet, etc., à l'usage des jeunes artistes, et destiné à faciliter leurs études au Musée Central des Arts.